# Hiawatha-krateret
Hiawatha-krateret er et stort nedslagskrater fundet under Hiawatha-gletsjerens isdække i 
Inglefield Land nord for Thule i det nordlige Grønland. Krateret er 31 kilometer i diameter og 300 meter dybt og er blandt de 25 største meteorkratere på jorden.
Meteoritten, der forårsagede krateret, har været af jern, vejet 12 milliarder ton og været omkring 1,2-1,5 kilometer i diameter. Nedslaget har udløst en energi svarende til 47 millioner gange Hiroshima atombomben. Oprindeligt blev der spekuleret på om Hiawatha-nedslaget kan have været årsagen til starten for ca. 12.800 år siden af den tidsperiode, der kaldes Yngre Dryas med klimaændringer, der bl.a. udryddede mammutterne og anden megafauna på den nordlige halvkugle og gjorde en ende på den amerikanske Clovis-kultur. Men det viser sig at krateret er 58 millioner år gammelt.
De store jernmeteoritter Ahnighito og Agpalilik, der er fundet i samme egn af Grønland, kan være brudstykker af Hiawatha-meteoren.
Opdagelsen af krateret er gjort af et forskerhold ledet af danske forskere.

## Endnu et subglacialt krater
Få måneder efter offentliggørelsen af fundet af Hiawatha-krateret er fundet af et andet muligt nedslagskrater under isen blevet offentliggjort. Dette mulige subglaciale krater ligger kun 183 km fra Hiawatha-krateret og er lidt større, 36 km i diameter. Det er formentlig ikke et tvillinge-krater, da erosionen tyder på at det er betydeligt ældre.

## Flere kratere
En teori gående ud på at Hiawatha-meteoritten blot var et mindre brudstykke af en endnu større meteorit eller asteroide, har fået fornyet opmærksomhed med opdagelsen af endnu et krater, denne gang i Sydamerika.